# Монтроуз (Минесота)
Монтроуз (енгл. Montrose) град је у америчкој савезној држави Минесота.

## Демографија
По попису из 2010. године број становника је 2.847, што је 1.704 (149,1%) становника више него 2000. године.
| Група             | 2000.         | 2010.         |
| Белци             | 1.111 (97,2%) | 2.670 (93,8%) |
| Афроамериканци    | 8 (0,7%)      | 16 (0,6%)     |
| Азијати           | 2 (0,2%)      | 26 (0,9%)     |
| Хиспаноамериканци | 15 (1,3%)     | 85 (3,0%)     |
| Укупно            | 1.143         | 2.847         |